# Jane McGonigal
Jane McGonigal, född 21 oktober 1977 i Philadelphia, är en amerikansk spelutvecklare och författare.

## Biografi
Jane McGonigal växte upp i New Jersey. Hennes tvillingsyster Kelly McGonigal är uppmärksammad psykolog. Hon avlade en PhD examen i performance studies år 2006 vid University of California vid Berkeley.
I samband med att McGonigal år 2009 drabbades av en allvarlig hjärnskakning och började hon utveckla ett datorspel som skulle hjälpa henne med återhämtningen. Då insåg hon på allvar vilken potential som fanns i människors datorspelande. Spelet fick namnet SuperBetter och har hjälpt spelare att ta sig an utmaningar i sina verkliga liv som depression, ångest, kronisk smärta och traumatiska hjärnskador. McGonigal har med tiden kommit att bli en av de främsta förespråkarna för datorspelandets potential att förbättra människor liv även utanför den digitala världen.
År 2011 släppte hon boken Reality is broken: Why games makes us better and how they can change the world där hon med hjälp av forskning från fältet positiv psykologi argumenterar för att spel kan skänka människor både lycka, motivation och meningsfullhet samt bidra positivt till utvecklingen av samhället. McGonigal menar även att datorspelare är kreativa problemlösare och extra bra rustade för att tillsammans kunna lösa problem. Hon anser att datorspel kan användas för att förbättra människors liv och hon har nämnt att hon har som främsta mål att en spelutvecklare en dag ska tilldelas Nobelpriset.
Jane McGonigal är ansvarig för spelforskning och spelutveckling på tankesmedjan Institute For The Future i Palo Alto i Kalifornien. År 2018 ledde hon arbetet med att ta fram en etisk guidebok för techföretag. Boken The Ethical OS är tänkt att hjälpa företagen att undvika att deras produkt på sikt skadar samhället på sätt som de inte förutsett.
McGonigal föreläser om sina tankar kring datorspelande och har bland annat hållit flera TED Talks.